# Carmen Barroso
Carmen Barroso (, ) é uma cientista social brasileira, e fundadora de um centro de estudos sobre a situação das mulheres no Brasil. Em 2016, recebeu o Prêmio de População das Nações Unidas.